# DVD-ROM
DVD-ROM je kratica za Digital Versatile Disk ROM. DVD-ROM je optički medij koji ima mnogo veću gustoću zapisa nego CD-ROM. Uređaji koji čitaju DVD-ROM zovu se DVD čitači i oni su sposobni čitati i CD-ROM optičke medije.